# Thomas Schneider (athlétisme)
Pour les articles homonymes, voir Thomas Schneider et Schneider.
Thomas Schneider (né le 7 novembre 1988 à Forst) est un athlète allemand spécialiste du 400 mètres.

## Carrière
En 2011, lors des Championnats d'Europe en salle 2011 de Paris-Bercy, Thomas Schneider se classe deuxième de la finale du 400 m en 46 s 42, derrière le Français Leslie Djhone. 
Aux Championnats d'Europe de 2012, il est le dernier relayeur de l'équipe d'Allemagne qui remporte le bronze sur 4 × 400 mètres.

### Palmarès
| Date | Compétition                       | Lieu      | Résultat | Épreuve   |
| ---- | --------------------------------- | --------- | -------- | --------- |
| 2010 | Championnats d'Europe             | Barcelone | 4e       | 4 × 400 m |
| 2011 | Championnats d'Europe en salle    | Paris     | 2e       | 400 m     |
| 2011 | Championnats d'Europe par équipes | Stockholm | 2e       | 400 m     |
| 2011 | Championnats d'Europe par équipes | Stockholm | 3e       | 4 × 400 m |
| 2012 | Championnats d'Europe             | Helsinki  | 3e       | 4 × 400 m |
| 2014 | Championnats d'Europe par équipes | Brunswick | 3e       | 4 × 400 m |

### Records
| Épreuve       | Performance | Lieu    | Date            |
| ------------- | ----------- | ------- | --------------- |
| 400 m         | 45 s 56     | Ostrava | 31 mai 2011     |
| 400 m (salle) | 46 s 19     | Leipzig | 27 février 2011 |